# Haus Bürgermeister-Smidt-Straße 162/166

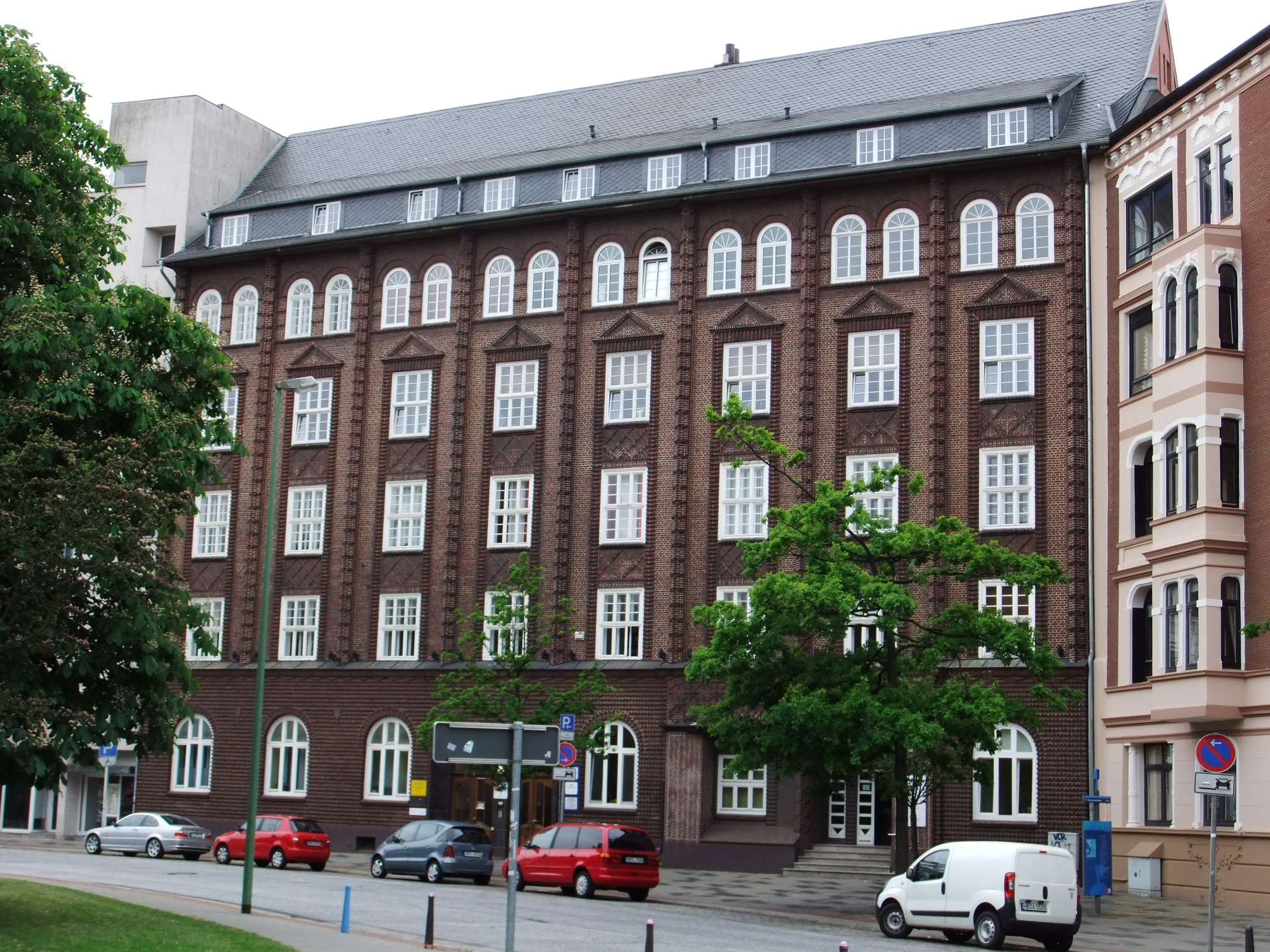
Haus Bürgermeister-Smidt-Straße 162/166

Das Haus Bürgermeister-Smidt-Straße 162/166, früher das Haus der Allgemeinen Ortskrankenkasse Bremerhaven, in Bremerhaven-Mitte, Bürgermeister-Smidt-Straße 162/166, wurde 1928 nach Plänen von Heinrich Jäger gebaut.
Das Gebäude steht seit 1996 unter Bremer Denkmalschutz.

## Geschichte
Das fünfgeschossige, verklinkerte Wohn- und Geschäftshaus mit der horizontalen Gliederung Sockelgeschoss, Mittelteil und Dachgeschosse wurde 1928 in der Epoche der Zwischenkriegszeit im Stil der Moderne für die Allgemeine Ortskrankenkasse in Bremerhaven errichtet. Geprägt wird das Haus durch die dunkle, gegliederte Klinkerfassade mit ihrer ornamenthaften und plastischen Steinarchitektur.
Die AOK Bremerhaven und Wesermünde zog 1966 in einen Neubau in der Columbusstraße 1 am Elbingerplatz in Geestemünde um.
Im Haus befinden sich heute (2018) das Institut für Radiologie und Nuklearmedizin Bremerhaven sowie Praxen, Büroräume und Wohnungen.